# Ekonomisk-historiska institutionen (Stockholms universitet)
Ekonomisk-historiska institutionen vid Stockholms universitet för forskning och utbildning i ekonomisk historia och internationella relationer. Institutionen tillhör universitetets samhällsvetenskapliga fakultet, till skillnad från övriga historieämnen vid Stockholms universitet (religionshistoria, idéhistoria och historia) vilka tillhör humanistisk fakultet.

## Historik
Ämnet ekonomisk historia är sprunget ur nationalekonomi samt historia och blev en självständigt disciplin under 1950-talet med hjälp av Eli Heckscher. Den förste professuren i ekonomisk historia vid Stockholms universitet innehades av Ernst Söderlund mellan 1949 och 1969.

## Forskning
Ekonomisk historia vid Stockholms universitet har en tvärvetenskaplig profil med grund i ekonomisk teori, kvalitativa och kvantitativa metoder. Studiet av strukturella och institutionella förändringar över tid, där makt- och resursfördelningen på olika nivåer, globalt, lokalt och även inom familjen, är centralt.
Institutionens forskare bedriver forskning inom skilda ämnen som till exempel arbetslivets förändring (arbetslivshistoria), globaliseringens effekter (internationella relationer), urbanhistoria, sexhandel, konsumtionshistoria, migrationsforskning, energiförsörjning, barnens roll i det ekonomiska systemet och mer generellt om ekonomisk/social utveckling från medeltiden fram till idag.

## Utbildning
Institutionen erbjuder utbildning på grund- och masternivå i ekonomisk historia och i internationella relationer.
Undervisningen i ekonomisk historia ger breda kronologiska översikter av hur samhälle och ekonomi har omvandlats från medeltiden till våra dagar, såväl i Sverige som internationellt.
Undervisningen i internationella relationer ger kunskap om de ekonomiska och historiska förutsättningarna för aktuella internationella frågor som till exempel globaliseringens utveckling och konsekvenser, säkerhet, fred, krig/konflikter och samarbete både på europanivå och global nivå.